# Свинско с ориз
Свинско с ориз е ястие от традиционната българска кухня, популярно в цяла България (не се консумира от мюсюлмани). Едно от най-вкусните и предпочитани основни ястия.

## Приготвяне
Приготвя се от нарязано свинско месо, ориз, лук, сол, олио, бульон, подправки. Месото се сварява и се смесва с измития ориз и запържения лук. Долива се зеленчуков бульон и се запича във фурна, докато оризът поеме водата.
Сервира се с туршия или салата.